# Women in Uniform
A Women in Uniform egy 1978-as dal, amely eredetileg az ausztrál Skyhooks rockegyüttes felvétele, és a basszusgitáros Greg Macainsh szerzeménye. A dal az együttes negyedik albumán (Guilty Until Proven Insane) jelent meg, de kislemezként is kiadták, és Ausztráliában Top10 sláger lett.

## Iron Maiden-változat
A Skyhooks-dal feldolgozása az Iron Maiden brit heavy metal együttes 1980 októberében kiadott harmadik kislemezén jelent meg, amely felkerült a brit slágerlistára is a 35. helyen. Ez volt az utolsó stúdiófelvételük Dennis Stratton gitárossal. A dal nem jelent meg nagylemezen, viszont az Iron Maiden első videóklipjét ehhez a számhoz forgatták a Rainbow klubban, Londonban. A klipben látható először életnagyságban Eddie.
A kislemez B-oldalán az eredetileg a The Soundhouse Tapes demón megjelent Invasion című daluk egy újrafelvétele hallható, illetve az EP-változatra a Phantom of the Opera szám koncertfelvétele is felkerült. A kislemez borítóján Margaret Thatcher egykori brit miniszterelnök áll az utcasarkon, katonai egyenruhában, tüzelésre kész gépfegyverrel a kezében, hogy lelője Eddie-t. A kép a Sanctuary című előző kislemezük borítójára reflektál, amelyen Eddie ölte meg Margaret Thatchert.
1990-ben a The First Ten Years box set részeként adták ki újra az EP-változatot CD-n.

### Számlista
Kislemez
1. Women in Uniform (Greg Macainsh; Skyhooks-feldolgozás) − 3:11
2. Invasion (Steve Harris) − 2:39

EP-változat
1. Women in Uniform (Macainsh; Skyhooks-feldolgozás) − 3:11
2. Invasion (Harris) − 2:39
3. Phantom of the Opera (Live at the Marquee, London 1980) (Harris) − 7:12

### Közreműködők
- Paul Di’Anno – ének
- Dave Murray – gitár
- Dennis Stratton – gitár
- Steve Harris – basszusgitár
- Clive Burr – dobok

## Fordítás
- Ez a szócikk részben vagy egészben  a   Women in Uniform című angol Wikipédia-szócikk fordításán alapul.  Az eredeti cikk szerkesztőit annak laptörténete sorolja fel. Ez a jelzés csupán a megfogalmazás eredetét és a szerzői jogokat jelzi, nem szolgál a cikkben szereplő információk forrásmegjelöléseként.